# Geranomyia relata
Geranomyia relata är en tvåvingeart som först beskrevs av Alexander 1944.  Geranomyia relata ingår i släktet Geranomyia och familjen småharkrankar. Inga underarter finns listade i Catalogue of Life.